# Pierre Rouamba
Pierre Rouamba, né le 29 juin 1951 à Bobo-Dioulasso au Burkina Faso, est un réalisateur et producteur burkinabé. Il est reconnu pour sa coproduction des films "Réfugiés mais humains", Tasuma (2003) et "Le poids du serment". Il décède le 21 mai 2023 à Ouagadougou.

## Biographie
Après ses études à l'Institut africain d'éducation cinématographique (INAFEC) de Ouagadougou, Pierre Rouamba devient l'un des fondateurs de la société de production cinématographique ClapAfrikn. Il commence sa carrière en tant qu'assistant réalisateur sur plusieurs longs métrages avant de réaliser de nombreux courts métrages, notamment pour la télévision. De 1997 à 2011, il occupe le poste de coordinateur intérimaire de la Fédération panafricaine des cinéastes(FEPACI) période à laquelle, il devient le producteur-délégué de la série bénino-burkinabè "taxi-brousse". Il réalise plusieurs épisodes de la série dont "excision" écrit par Naraogo Sawadogo qui lui permettra d'obtenir en 2003 au Festival tout-écran de Genève le prix de la meilleure série.
Pierre Rouamba enseigne la réalisation et la production cinématographiques à l'Institut Supérieur de l'Image et du Son (ISIS/SE) de Ouagadougou. Il est également membre du conseil des sages du Festival panafricain du cinéma et de la télévision de Ouagadougou (FESPACO),,. En 2010, il est promu directeur du studio école de l’Institut supérieur de l’image et du son (ISIS).
En collaboration avec feu Clément Tapsoba, il contribue au succès du 9ème Congrès de la FEPACI en 2013 à Johannesburg, qui marque la transition de l'Afrique du Sud au Kenya. En 2015, il joue un rôle clé dans l'organisation d'un stand et d'une conférence de presse pour la FEPACI lors du FESPACO. Ce qui lui vaut également une place au conseil d'administration au CERAV. Les jeunes cinéastes sud-africains le surnomment affectueusement "Uncle P" (prononcé Pi).

## Filmographie
| Année          | Film                                                         | Genre                        | Rôle                                   | Durée (minutes) |
| -------------- | ------------------------------------------------------------ | ---------------------------- | -------------------------------------- | --------------- |
| 1982           | Paweogo, l'émigrant par Kollo Daniel Sanou                   | Long métrage                 | Assistant réalisateur                  | 82 minutes      |
| 1982           | Les funérailles du Larlé Naba                                | Court-métrage                | Coréalisateur avec Idrissa Ouédraogo   | 30 minutes      |
| 1985           | Un enfant quand on veut                                      | Court-métrage                | Féalisateur                            |                 |
| 1992           | Wendemi, l'enfant du Bon Dieu de Saint Pierre Yaméogo        | Film dramatique              | Assistant réalisateur avec Hébié Missa | 94 minutes      |
| 1994           | Noli                                                         |                              | Réalisateur                            |                 |
| 1996 1997 1998 | Les Fléaux Silencieux Marcel et le Médiateur La Récupération | Trois épisodes               | Réalisateur                            |                 |
| 2000           | Taxi brousse 08: contractions                                | court-métrage de docufiction | Réalisateur                            | 26 minutes      |
| 2001           | Taxi brousse 15: pharmacie par terre                         | Court-métrage dramatique     | Réalisateur                            | 26 minutes      |
| 2002           | Taxi brousse 26: excision                                    | Court métrage comique        | Réalisateur                            | 28 minutes      |
| 2003           | Tasuma de Daniel Sanou Kollo,                                | Film comique                 | Coproducteur                           | 90 minutes      |
| 2007           | Réfugiés…. mais humains                                      | Court-métrage dramatique     | Coproducteur avec Pierre Yaméogo       | 32 minutes      |
| 2007           | Droit de mémoire                                             | Drame historique             | Coréalisateur avec Kollo Daniel Sanou  | 54 minutes      |
| 2009           | Le Poids du Serment / Nyama de Kollo Daniel Sanou            | Film dramatique              | Coproducteur                           | 87 minutes      |

## Distinctions
| Film / Série | Festival                                                                 | Prix                               |
| ------------ | ------------------------------------------------------------------------ | ---------------------------------- |
| Noli (1994)  | Montréal Vues d'Afrique 1995 11ème journées du cinéma africain et créole | Prix Jeunesse                      |
| Taxi Brousse | Festival Cinéma-tout-écran de Genève                                     | Prix de la meilleure série en 2003 |